# Incubus (pel·lícula de 1966)
Incubus és una pel·lícula de terror en blanc i negre de 1966 i restaurada el 2001, dirigida per Leslie Stevens i protagonitzada per William Shatner. Ha estat el segon llargmetratge amb diàlegs completament en esperanto, amb subtítols en francès o anglès.

## Argument
Al poble de Nomen Tuum es troba un antic pou conegut per la creença que les seves aigües no només són curatives, sinó que fan embellir qui en beu. Per això hi venen tant malalts com corruptes, que han fet que el lloc s'hagi convertit en l'objecte de l'acció de súcubs, ço és, dimonis amb forma de dones joves que tracten de conduir les ànimes cap al Déu de la Foscor.

## Trama
La Kia (Allyson Ames), cansada de la seva tasca com a súcub, es proposa el repte d'aconseguir una ànima noble. Tal com confessa a la seva germana Amael (Eloise Hardt): "Vull trobar un sant i segar-li la vida, destruir-lo, col·locar el meu peu sobre el seu coll beneït i fer-lo cridar per sentir els seus xiscles, el seu plor, i aleshores empentar-lo cap a l'infern... Aleshores jo seré un dimoni, seré la filla preferida de Déu!". Per cristal·litzar tal desig centre els seus esforços en Marko (William Shatner), un jove soldat que amb la seva germana Arndis va a la font per curar-se. L'Amael, més sàvia i experimentada que la Kia, dubta que els plans de la seva germana puguin dur-se a terme, i els seus temors es fan realitat: la Kia i en Marko s'enamoren. L'Amael, testimoni de com la seva germana ha estat "corrompuda amb el bé", recorre a n'Incubus (Milos Milos), el senyor del Regne de la Foscor.

## Estil i influència
El tema bàsic del llargmetratge és la lluita eterna entre el bé i el mal. Tot i comptar amb un pressupost baix, el director Leslie Stevens, autor de la saga Més enllà del límit, va aconseguir crear un ambient farcit d'escenes terrorífiques prescindint en gran manera de la violència. Molts experts en cinema reconeixen en la pel·lícula certa paral·lelitat amb les cèlebres obres del suec Ingmar Bergman i el japonès Akira Kurosawa. És especialment lloable la contribució dels càmeres Conrad Hall i William A. Fraker, tots dos foren premiats, el primer fins i tot va rebre dos Òscars per la seva feina a American Beauty i Butch Cassidy and the Sundance Kid.
A la llista de repartiment només hi ha sis actors, dels quals només un té avui dia gran reputació: William Shatner, que es feu famós pel seu paper de Capità Kirk a la saga Star Trek.

## Llengua
Els diàlegs estan completament en esperanto. Això no obstant, cal destacar la pronúncia dels actors, que en certa manera resta qualitat a la pel·lícula (especialment pel que fa al públic esperantista). El motiu és que el director Leslie Stevens volia crear un ambient aliè i misteriós, i accentuar aquesta intenció amb una llengua que -segons ell- no es parlés a cap poble de la terra. Per solucionar aquest problema es pensà a fer servir en un principi un idioma sense sentit, però els actors s'hi negaren. Com el volapük tampoc els agradava, es va decidir que fos en esperanto com s'expressessin les forces de la foscor. L'ús d'aquesta llengua es presenta com un mitjà estilístic, ja que en realitat els actors no el parlaven, i ni tan sols foren entrenats per parlar-lo, per això llur pronúncia fou diferent i allunyada de l'original proposada per en Zamenhof. Tanmateix, el nom de la pel·lícula està en llatí, en esperanto seria Inkubo.

## Esdeveniments posteriors
Després del rodatge i l'estrena de la pel·lícula, van ocórrer una sèrie de fatalitats que van donar peu a la creació d'una certa llegenda al voltant de l'obra.
Així doncs, l'actriu Ann Atmar (en el paper de l'Arndis) es suïcidà poc després de la gravació. Tampoc Milos Milos (en el paper de n'Incubus) arribà a ancià: el 1966 va matar la seva xicota i després va suïcidar-se. Eloise Hardt (l'Amael) passà per una tragèdia familiar: la seva filla fou segrestada i després assassinada. Fins i tot la mateixa pel·lícula va desaparèixer durant molts anys: la cinta original ja sigui per error o per accident es cremà en un laboratori i les còpies existents s'havien perdut o fet malbé. El productor Anthony Taylor va cercar-ne durant 30 anys alguna còpia, i el 1996 en trobà una a l'arxiu de la Cinémathèque française, una productora de París. A partir d'aquesta còpia la pel·lícula va ser restaurada el 2001 i reeditada en DVD.